# Sardaukar
Sardaukaři jsou fiktivní vojáci, vystupující v románové sci-fi sérii Duna amerického spisovatele Franka Herberta. Sardaukaři jsou elitní imperiální jednotky, fanaticky oddané paddišahu imperátorovi. 

## Původ a výcvik
Sardaukaři jsou rekrutováni z řad doživotně odsouzených, kteří jsou internováni na Saluse Secundus. Salusa kdysi bývala hlavní planetou Impéria, avšak neznámý renegátský rod ji zničil atomovým útokem. Od té doby jsou zde podmínky k životu velmi nepříznivé, navíc na planetě žijí nebezpeční zmutovaní tvorové. Salusa je proto užívána jako vězeňská planeta, přičemž internovaní vězni zde vytvořili vlastní kulturu. Život je tu tak náročný, že více než polovina obyvatel zemře během prvních deseti let života zde. 
Ti, kteří prokážou schopnost přežít, jsou vybráni do řad sardaukarů, kde procházejí speciálním výcvikem, díky němuž se jeden sardaukarský voják vyrovná deseti běžným vojákům Impéria. Celá sardaukarská armáda se pak přibližně vyrovná celé armádě všech velkorodů dohromady. To je jedním ze základních předpokladů udržení míru v Impériu - protože imperátor a velkorody se nemohou v přímém boji navzájem zničit a velkorody musejí i mezi sebou spolupracovat, aby je imperátor nezničil jeden po druhém. 
Jejich původ není v Impériu běžně znám, jde o informaci, kterou imperátor pečlivě tají. Užívají speciální označení hodností, například burseg (generál) nebo bašár (plukovník).
Pro sardaukary je charakteristická naprostá oddanost imperátorovi a také nesmírná krutost a pohrdání životem. Zpravidla mají na svém těle důmyslně ukryté zbraně (škrtidla ve vlasech, falešné prsty apod.). Nikdy se nevzdávají, a proto je nesmírně obtížné je zajmout.

## Historie
Rovnováhu mezi velkorody a imperátorem za pomoci sardaukarů se dařilo udržovat po deset tisíc let trvání Impéria. Pak se imperátor Shaddam IV. začal zaplétat do různých lokálních válek, což vedlo k částečné ztrátě reputace vládnoucího rodu. V landsraadu se stal velmi populárním ne příliš bohatý, ale statečný a čestný vévoda Leto Atreides. Ten měl u svého dvora vynikající bojovníky Duncana Idaha, Gurney Hallecka a mentata Thufira Hawata, kteří díky svým schopnostem vytrénovali atreidskou armádu k naprosto nebývalé kvalitě, takže se její vojáci mohli válečným uměním (avšak nikoli počtem) vyrovnat, nebo i překonat samotné sardaukary. To se stalo imperátorovi trnem v oku, a tak se rozhodl rod Atreidů úskokem zničit. Proto jim odebral jejich léno, planetu Caladan, již nahradil pouštním světem Arrakis. Leto na radu Hawata směnu přijal, ač tušil, že jde o past, protože si uvědomil, že pouštní lidé fremeni kvůli drsným podmínkám Arrakis prošli podobně náročným vývojem jako sardaukaři. Kdyby se je tedy podařilo získat na stranu Atreidů a dodat jim potřebný výcvik, mohli by se stát významnou posilou, která by byla sardaukarům skutečnou konkurencí.
Leto se na Arrakis stal obětí zrady, ale jeho syn Paul uprchl do pouště, kde se stal členem fremenského síče a postupně vůdcem všech fremenů. S jejich pomocí porazil imperiální armádu, ovládl Arrakis a sesadil samotného imperátora. Poté se zasadil o ekologickou transformaci Salusy Secundus, aby se zlepšily její životní podmínky a nemohla být nadále místem k výcviku sardaukarů, jejichž armádu rozpustil. Svrženému imperiálnímu rodu Corrinů bylo povoleno ponechat si pouhou jednu legii sardaukarů (asi 30.000 mužů). I ta byla nakonec svěřena rodu Atreidů výměnou za ruku Paulovy dcery Ghanimy, jež byla oddána za Farad'na Corrina. Paulův syn, imperátor Leto II. Atreides, sardaukary definitivně rozpustil, když se jej pod vedením gholy (klonu) Duncana Idaha pokusili svrhnout, a nahradil je armádou Rybích mluvčí, tvořenou převážně ženami. Sardaukarské hodnosti se ovšem užívaly i nadále.